# Paso de la Patria
Paso de la Patria - também conhecida como El Paso - é uma cidade e município da província argentina de Corrientes, localizada a cerca de 35 quilômetros da capital provincial, no departamento de San Cosme. É uma das principais aldeias turísticas da região, sendo a principal atração o rio Paraná, tanto para os seus spas como para a pesca, especialmente o grande peixe chamado dorado. Paso de la Patria está localizado em frente à foz do rio Paraguai, no rio Paraná, e tem alguns penhascos que são observados de perto pelos pescadores.
Em frente a esta cidade, do lado paraguaio, é a cidade de Paso de Patria.
A padroeira da cidade é Nossa Senhora da Imaculada Conceição.